# Arco de la Estrella

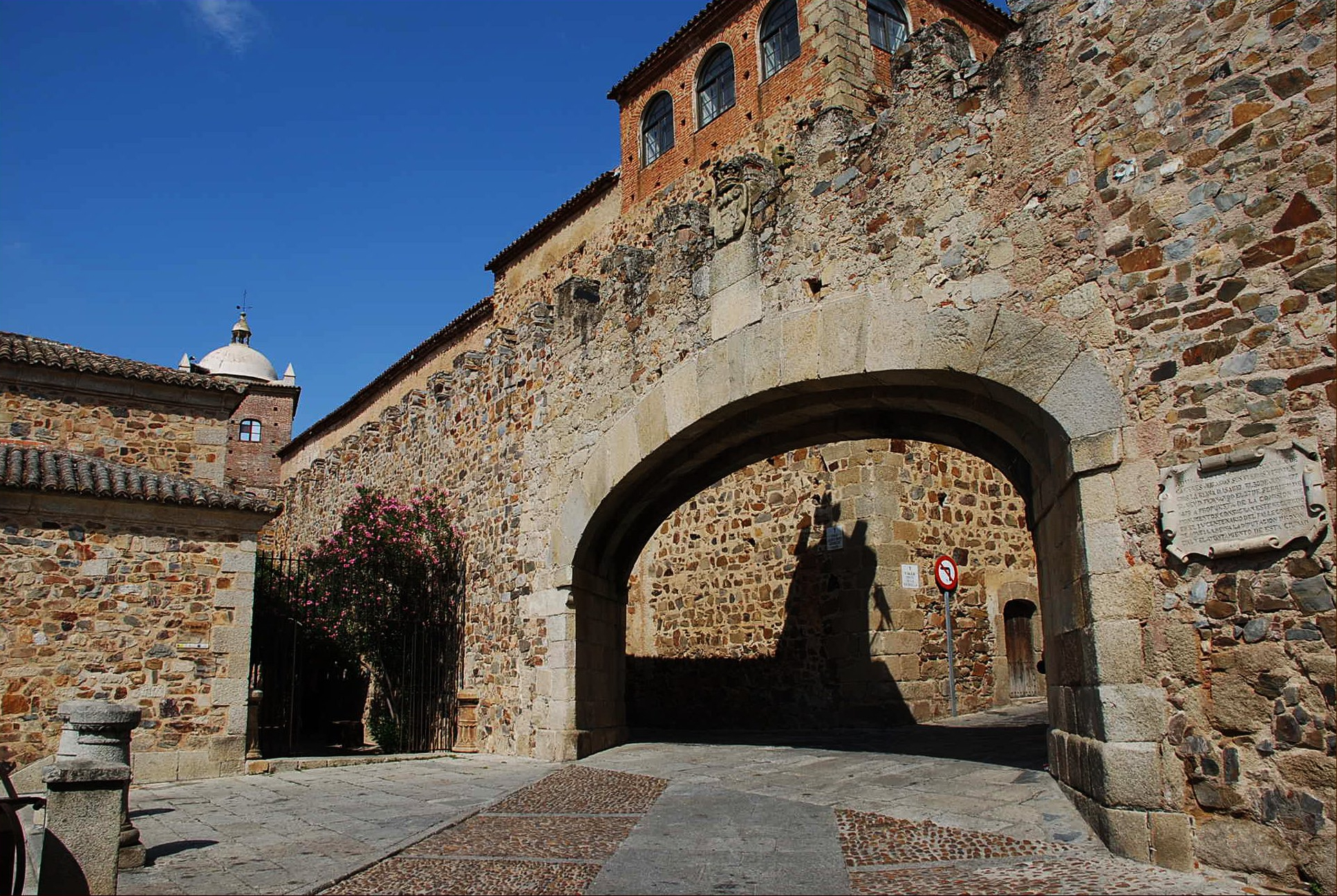
Arc de l'Étoile.

L'Arco de la Estrella (littéralement, Arc de l'Étoile) est la principale porte d'entrée à l'enceinte entourée de murailles depuis le XVè siècle, étant la plus connue de la ville médiévale de Cáceres.

## Histoire et description
Situé à côté de la tour de Bujaco, elle a été ouverte pour permettre le passage des carrosses depuis la Plaza Mayor, de plus à l'époque la muraille avait perdu une grande partie de sa nature défensive. Elle s'appelait alors Porte Nouvelle. Devant la porte ont juré les fueros et des privilèges de la ville, attribués auparavant par Alfonso IX, les Rois Catholiques, Isabelle le 30 juin 1477 et Ferdinand le 27 février 1478.

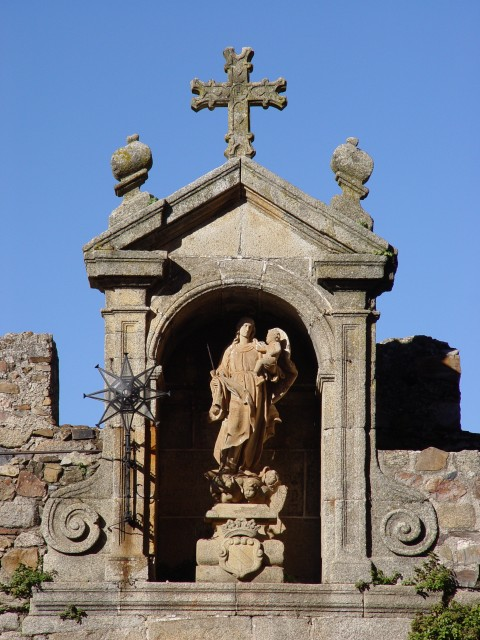
Petit temple avec figure de Notre Dame de l'Étoile.

La forme actuelle de la porte est due à la rénovation réalisée par Manuel de Lara Churriguera en 1726, par commission de Bernardino de Carvajal Moctezuma. Celui-ci possédait le palais suivant à la tour de Bujaco et souhaitait pouvoir avoir un facile accès des carrosses à son palais. C'est pour cela qu'il a sollicité la mairie d'ouvrir une nouvelle porte avec une forme oblique pour pouvoir tourner sur la gauche en entrant depuis l'extérieur.

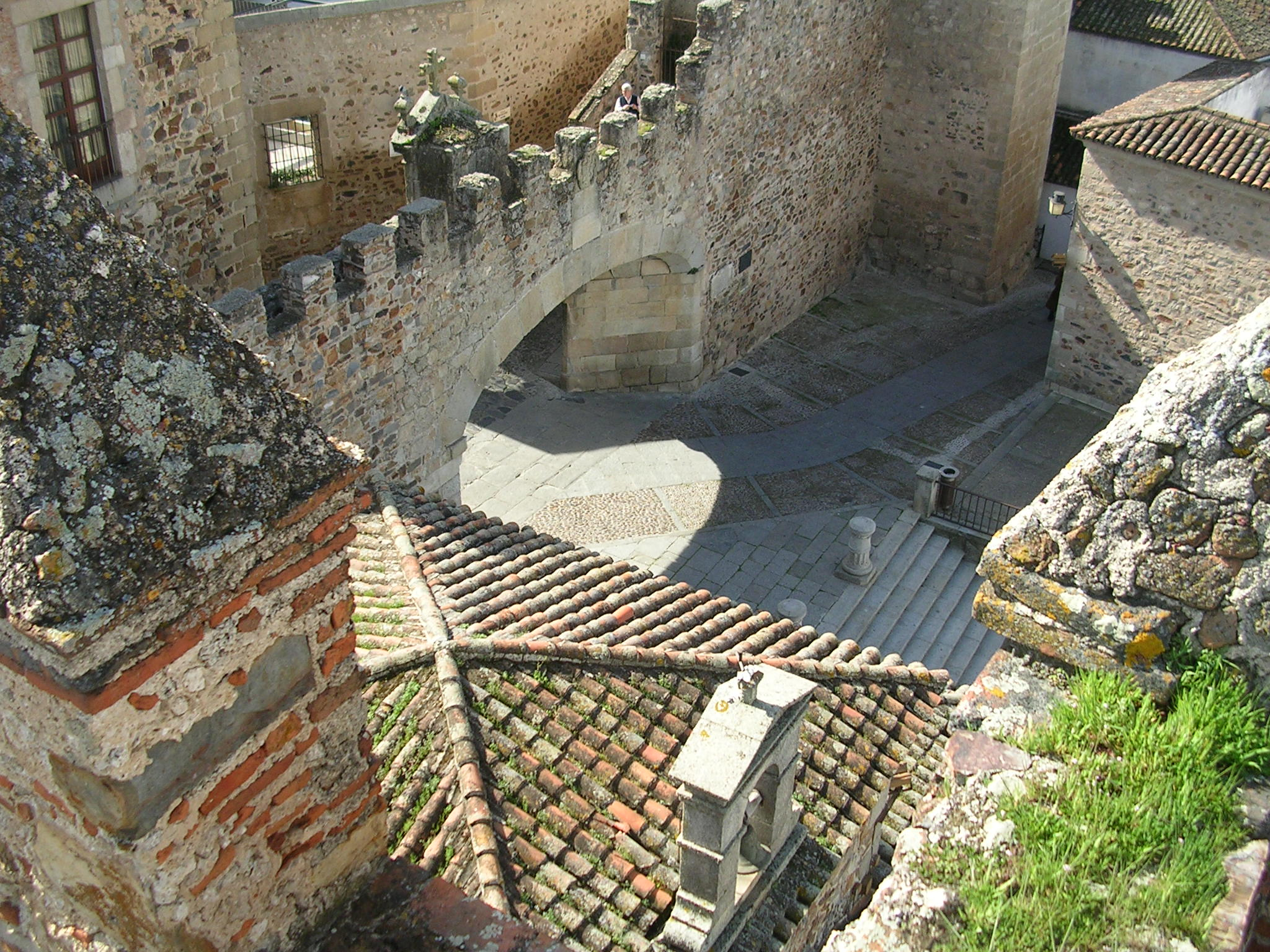
L'Arc de l'Étoile vu depuis la Tour de Bujaco.

Sur la partie extérieure, on voit un petit édicule en pierre qui abrite une figure de Notre Dame de l'Etoile, qui donne son nom à la porte.